# Michelbach (Radenbach)
Der Michelbach ist ein 5,3 km langer, orografisch linker Nebenfluss des Radenbach im rheinland-pfälzischen Niederraden, Deutschland.

## Geographie
Der Michelbach entspringt etwa 1,1 km westlich von Weidingen auf einer Höhe von 433 m ü. NHN. Von hier aus fließt er zunächst in südwestliche Richtung. Nach rund 500 m Flussstrecke wendet sich der Bach in südliche Richtungen und durchfließt auf etwa der Hälfte seines Weges Utscheid. Hier wendet sich der Michelbach wieder südwestlichen Richtungen zu. Nach einer Flussstrecke von 5,3 km mündet der Michelbach auf 282 m ü. NHN linksseitig in den Radenbach. Bei einem Höhenunterschied von 151 m beträgt das mittlere Sohlgefälle 28,5 ‰.
Der Michelbach hat ein 5,914 km² großes Einzugsgebiet, das über Radenbach, Enz, Prüm, Sauer, Mosel und Rhein zur Nordsee entwässert wird.
Dem Michelbach fließen einige kurze, bis auf den Hatzenborn unbenannte Nebenflüsse zu. Daten zu diesen Nebenflüssen stellt die Wasserwirtschaftsverwaltung Rheinland-Pfalz online nicht zur Verfügung.